# Лайшуй
Лайшу́й (кит. упр. 涞水, пиньинь Láishuǐ) — уезд городского округа Баодин провинции Хэбэй (КНР). Уезд назван в честь реки Лайшуй.

## История
При империи Суй здесь был образован уезд Юнъян (永阳县), однако из-за того, что, как оказалось, в области Юнчжоу уже имелся уезд с точно таким же названием, в 598 году уезд был переименован в Лайшуй.
Во время монгольского правления уезд был подчинён Шуньтяньскому региону (顺天路), в 1257 году переименованному в Баодинский регион (保定路). При империи Мин в 1368 году Баодинский регион был преобразован в Баодинскую управу (保定府).
В августе 1949 года был образован Баодинский специальный район (保定专区), и уезд вошёл в его состав. В 1958 году уезд был расформирован, но в 1962 воссоздан вновь.
В 1968 году Баодинский специальный район был переименован в Округ Баодин (保定地区). Постановлением Госсовета КНР от 23 декабря 1994 года округ Баодин и город Баодин были расформированы, а на их территории был образован Городской округ Баодин.

## Административное деление
Уезд Лайшуй делится на 8 посёлков, 6 волостей и 1 национальную волость.